# Кристалізація сплавів
Кристаліза́ція спла́вів — процес переходу сплаву з рідкого стану у твердий з утворенням кристалічних ґраток (кристалів).
У основі кристалізації сплавів, як і чистих металів, лежить прагнення системи до найстійкішого стану при даних умовах, тобто прагнення до стану з мінімальною, вільною енергією. Проте, розглядаючи кристалізацію сплавів слід мати на увазі, що зміна рівноважного стану багатокомпонентної системи визначається не тільки такими зовнішніми факторами як температура і тиск, але і внутрішніми, оскільки з уведенням у метал інших елементів з'являється нова термодинамічна змінна — склад (концентрація). Крім того, оскільки усі розглянуті вище тверді розчини і хімічні сполуки самі по собі є фазами, то сплав може знаходитися не тільки у двохфазному стані (р+тв), але і в трьох- і багатофазному, тому при кристалізації сплаву виникнення фазових флуктуацій слід розглядати з урахуванням зміни і концентрації компонентів.

## Перебіг процесу кристалізації
Процес кристалізації починається з утворення зародків — центрів кристалізації (англ. solidification center), якими можуть бути групи елементарних кристалічних ґраток, тугоплавкі неметалічні включення або домішки. Найчастіше кристалізація починається від стінок ливарної форми. Кристали з найбільшою швидкістю ростуть у напрямі, протилежному до напряму відведення тепла, тобто перпендикулярно до стінок форми. Швидкість тужавіння залежить від швидкості росту кристалів, яка обумовлена як швидкістю охолодження, так і числом центрів кристалізації. Від цього залежить і характер структури, що утвориться. За невеликої кількості центрів кристалізації ріст кристалів не обмежується, утворюються кристали великого розміру деревоподібної форми — дендрити. Якщо процес кристалізації відбувається з багатьох центрів, то гілки дендритів при зростанні обмежують одна одну й спотворюються з утворенням кристалів неправильної форми, що називаються зернами (англ. grain) або кристалітами (англ. crystal grain crystalline). Комплекс кристалів утворює полікристалічну структуру виливка.
Спотворення кристалічних решіток і стан границь зерен впливають на властивості металів. Наприклад, міцність може зрости внаслідок деформації кристалічних ґраток поблизу границь або зменшитись у зв'язку з наявністю в них домішок. Чим більше домішок у сплаві і чим більшою є швидкість охолодження розплаву, тим дрібнозернистішою є структура виливка отже, і вищими механічні властивості.
При переході сплаву у твердий стан відбувається усадка — зменшення об'єму матеріалу. В результаті усадки між зернами у місцях дотику зростаючих дендритів виникають мікропорожнини, які можуть заповнюватися неметалічними включеннями (сульфідами, фосфідами) або залишатись мікроскопічними раковинами й порами, що приводять до зниження механічних характеристик.

## Діаграма стану
Процес кристалізації металевих сплавів і пов'язані з ним численні закономірності їх будови описуються за допомогою так званих діаграм стану (діаграм фазової рівноваги).
Діаграма стану — це графічне зображення структурно-фазового стану будь-якого сплаву системи, що вивчається у залежності від його складу (концентрації) і температури. Діаграма стану дає можливість вивчати фазові структурні складові сплаву, співвідношення між ними в залежності від їх складу.
Користуючись діаграмою стану, можна установити можливість проведення термообробки і її режими, температури лиття гарячої пластичної деформації тощо.
Теоретичні основи для розробки ДС були закладені Д. К. Черновим, а їх вивчення для багатьох металів проведено М. С. Курніковим і його науковою школою.